# Buch, Vorarlberg
Buch är en ort och kommun i distriktet Bregenz i förbundslandet Vorarlberg i Österrike.